# Скотт, Дугрей
Сти́вен Ду́грей Скотт (англ. Stephen Dougray Scott; род. 25 ноября 1965, Гленротес, Файф, Шотландия) — шотландский актёр.

## Биография
Сын Элмы, медсестры и Алана Скотта, актёра и продавца, Дугрей посещал школу Auchmuty High School. Взяв себе сценический псевдоним «Дугрей» по фамилии своей французской бабушки, он поступил на драматические курсы, а затем продолжил учиться театральному мастерству в Королевском валлийском колледже музыки и драмы в Кардиффе (1984—1987), где в 1987 году получил премию «Самому многообещающему студенту драматического колледжа».

## Карьера
Скотт начал свою актёрскую карьеру в областном театре, телевидения и кукольных спектаклей. Его первой серьёзной ролью стала работа в телесериале «Солдат, солдат», а также кинодебют в фильме «Город-близнец». Свои первые главные роли он исполнил в фильмах в «История вечной любви», наряду с Дрю Бэрримор, Анжеликой Хьюстон и Мелани Лински, и в адаптации романа Роберта Харриса «Энигма», вместе с Кейт Уинслет. В 2000 году он подписал контракт на роль злодея в фильме «Миссия невыполнима 2» — с подачи Тома Круза, — также он должен был играть Росомаху в экранизации комикса «X-Men». Когда съёмки «Миссии» отстали от графика на два месяца, Скотт был заменен Хью Джекманом, который и сыграл Росомаху во всех фильмах трилогии.
После выхода «И целого мира мало» (1999) Скотт был лидером на замену Пирсу Броснану среди претендентов на роль Джеймса Бонда. Контракт Броснана предусматривал съемку в трёх фильмах с возможностью участия в четвёртом. В конечном итоге Броснан был утверждён на роль. После выхода «Умри, но не сейчас» (2002), многие вновь считали Скотта главным кандидатом на эту роль. Несмотря на многочисленные сообщения о том, что EON Productions склоняется к объявлению Скотта новым агентом 007 и его участии в фильме «Казино Рояль», как известно, роль в итоге досталась Дэниелу Крейгу.
Скотт появился в сериале NBC «Грабёж», пять эпизодов которого транслировались с марта 2006 года. В январе 2006 года он появился в мини-сериале «Десять заповедей», исполнив роль Моисея. С 2006 по 2007 год он снялся в третьем сезоне «Отчаянных домохозяек», как новое любовное увлечение персонажа Тери Хэтчер. В 2007 году он играл главным антагониста в фильме «Хитмэн», экранизации популярной видеоигры. Недавно он появился в главной роли в современном пересказе романа «Странная история доктора Джекила и мистера Хайда». В мае 2009 года было объявлено, что он исполнит роль бывшего жулика Майкла О’Коннора, главного героя в новой драме RTÉ/ITV «Отец и сын».
Скотт, Брайан Кокс, Эдди Иззард и Джейсон Пристли играли в мини-сериале «День триффидов», сценарий для него написал Патрик Хэрбинсон (который был сценаристом телесериалов «Скорая помощь» и «Закон и порядок»). Сюжет сериала основан на одноимённом постапокалиптическом романе-бестселлере Джона Уиндема. Он был показан в декабре 2009 года в рамках рождественского сезона на телеканале BBC 1. 
В 2021—2023 годах снимался в главной роли детектива Рэя Леннокса в сериале «Преступление», экранизации одноимённого произведения Ирвина Уэлша. Эта роль принесла ему международную премию «Эмми» в категории «лучший актёр».

## Личная жизнь
- Скотт является отцом двойняшек (девочки и мальчика), Иден и Габриэля Трэвис Скоттов (англ. Eden and Gabriel Trevis Scott), от первого брака (2000—2005) с кастинг-директором Сарой Тревис (англ. Sarah Trevis).
- 8 июня 2007 года он женился на актрисе Клэр Форлани в Италии.Их приёмный сын, Майло Томас Скотт, родился 27 декабря 2014 года.[источник не указан 1104 дня]

## Общественная деятельность
- Дугрей фанат ФК «Хиберниан»
- Также Скотт известный сторонник Британского общества Красного Креста[11].

## Фильмография
- 1991 — Солдат, солдат / Soldier Soldier (телесериал)
- 1994 — Принцесса Карабу / Princess Caraboo
- 1996 — The Crow Road (телесериал)
- 1997 — Regeneration
- 1997 — The Place of the Dead (телефильм)
- 1997 — Город-близнец / Twin Town
- 1998 — История вечной любви / Ever After
- 1998 — Столкновение с бездной / Deep Impact
- 1999 — Две девушки Грегори / Gregory’s Two Girls
- 1999 — Любовь этого года / This Year’s Love
- 1999 — Гарри в стране фей / Faeries (озвучка)
- 2000 — Миссия невыполнима 2 / Mission: Impossible II — Шон Амброуз
- 2000 — Чудотворец / The Miracle Maker (телефильм)
- 2000 — Арабские приключения / Arabian Nights (мини-сериал)
- 2001 — Энигма / Enigma
- 2002 — Игра Рипли / Ripley’s Game
- 2003 — The Poet
- 2003 — Убить короля / To Kill a King — Томас Фейрфакс
- 2004 — Вся правда о любви / The Truth About Love
- 2004 — Успей сделать это до 30 / Things to Do Before You’re 30
- 2005 — Тёмная вода / Dark Water
- 2006—2007 — Отчаянные домохозяйки / Desperate Housewives
- 2006 — Десять заповедей / The Ten Commandments (мини-сериал)
- 2006 — Heist — The Series (телесериал)
- 2006 — Идеальное создание / Perfect Creature
- 2007 — Хитмэн / Hitman — Майк Уиттье
- 2008 — Доктор Джекилл и мистер Хайд / Dr. Jekyll and Mr. Hyde
- 2008 — Новые киллеры города / New Town Killers
- 2009 — Дипломат / False Witness (мини-сериал)
- 2009 — Зимняя сказка / The Winter’s Tale Leontes
- 2009 — День триффидов / The Day of the Triffids (мини-сериал)
- 2009 — Father & Son (телесериал)
- 2010 — Там обитают драконы / There Be Dragons
- 2010 — No Ordinary Trifle
- 2011 — 7 дней и ночей с Мэрилин / My Week with Marilyn
- 2012 — Смертельная гонка 3: Ад / Death Race 3: Inferno
- 2013 — Хемлок Гроув / Hemlock Grove (телесериал)
- 2013 — Доктор Кто / Doctor Who (эпизод)
- 2015 — Заложница 3 / Taken 3  — Стюарт Сент-Джон
- 2015 — Куантико / Quantico
- 2016 — Харли и Дэвидсоны / Harley and the Davidsons
- 2017 — Большой куш / Snatch
- 2019 — Бэтвумен / Batwoman
- 2021—2023 — Преступление / Irvine Welsh's Crime